# Bigas Luna
Josep Joan Bigas i Luna, conegut artísticament com a Bigas Luna (Barcelona, 19 de març de 1946 - la Riera de Gaià, 6 d'abril de 2013) va ser un director i guionista cinematogràfic català.

## Biografia
Va néixer el 19 de març de 1946 a Barcelona, provinent d'una familia d'origen vallenca. Fill de Josep Maria Bigas i Canals i Carmina Luna i Werrnber. Provinent de l'interiorisme i del disseny industrial, creà l'any 1969 l'Estudio Gris, juntament amb Carlos Riart. Presentà alguns dels seus dissenys a la Sala Vinçon de Barcelona o a la galeria Art Net de Londres. És també durant aquesta època que s'introduí en el món de la pintura amb diferents exposicions. Entre el 1969 i el 1976 va ser alumne i professor de les escoles Eina i ELISAVA de Barcelona. Com a dissenyador, va obtenir dos Deltes de Plata i cinc Seleccions ADI/FAD. El 1973 va dirigir la primera pel·lícula i el 1976 abandonà totes les altres activitats per dedicar-se exclusivament al cinema. Entre els seus dissenys cal destacar el cendrer de taula (1969), realitzat amb Carles Riart.
L'any 1998 fou guardonat amb el Premi Nacional de Cinema concedit per la Generalitat de Catalunya.
L'any 2002 creà PLATAFORM BL, entitat dedicada a la promoció de les noves tecnologies aplicades al món del cinema, així com a la promoció de la innovació en el món del cinema i a la descoberta de nous talents.
Morí el 6 d'abril de 2013 al llogaret de Virgili a la Riera de Gaià, on residia, a causa d'un càncer.

## Obra cinematogràfica
S'introduí en el món del cinema a mitjans de la dècada del 1970, rodant en petits formats. El 1976 rodà el seu primer llargmetratge, Tatuatge, basada en la novel·la de Manuel Vázquez Montalbán, que també va col·laborar en el guió. Va ser el 1978 quan va adquirir un cert prestigi internacional amb Bilbao, seleccionada per participar en el Festival Internacional de Cinema de Canes. Després de dirigir Angustia (1987), es va recloure aTarragona per dedicar-se a la pintura. L'any 1990 va tornar a la direcció gràcies a la proposta del productor madrileny Andrés Vicente Gómez per dur a la pantalla Las edades de Lulú, a partir de la novel·la homònima d'Almudena Grandes.
Posteriorment va rodar l'anomenada Trilogia Ibèrica: Jamón, Jamón (1992) –per la qual guanyà el Lleó de Plata del Festival Internacional de Cinema de Venècia–, Huevos de Oro (1993) –Premi del Jurat al Festival Internacional de Cinema de Sant Sebastià–, i la coproducció hispano-francesa La teta i la lluna (1995) –premi al millor guió al Festival de Venècia i rodada en català, castellà i francès.
A més de rodar en diverses llengües, com també en anglès, reflectint un món multicultural o cosmopolita sovint en contrast amb uns entorns més aviat precaris, va donar sempre un segell personal i intransferible als seus films, carregat d'altes cotes d'erotisme en totes les seves pel·lícules, un erotisme relacionat moltes vegades amb el menjar, una altra de les seves passions.
Va ser descobridor d'actors catalans de cinema rellevants com Ariadna Gil i Jordi Mollà.

## Filmografia
- 1976: Tatuatge (Tatuaje)
- 1978: Bilbao
- 1979: Caniche
- 1981: Reborn
- 1986: Lola
- 1987: Angustia
- 1990: Las edades de Lulú
- 1992: Jamón, jamón
- 1993: Huevos de oro
- 1994: La teta i la lluna
- 1996: Lumière et compagnie
- 1996: Bámbola
- 1997: La camarera del Titanic
- 1999: Volavérunt
- 2001: Son de mar
- 2002: EMBT: Estado de las obras, julio 2002
- 2006: Yo soy la Juani
- 2010: Di Di Hollywood

## Premis i nominacions

### Premis Goya
| Any  | Categoria                                               | Pel·lícula              | Resultat  |
| ---- | ------------------------------------------------------- | ----------------------- | --------- |
| 1998 | Millor guió adaptat amb Jean-Louis Benoît i Cuca Canals | La camarera del Titanic | Guanyador |
| 1993 | Millor direcció                                         | Jamón, jamón            | Nominat   |
| 1993 | Millor guió original amb Cuca Canals                    | Jamón, jamón            | Nominat   |
| 1990 | Millor guió adaptat amb Almudena Grandes                | Las edades de Lulú      | Nominat   |
| 1988 | Millor direcció                                         | Angoixa                 | Nominat   |

### Festival de Sant Sebastià
| Any  | Categoria                | Pel·lícula    | Resultat   |
| ---- | ------------------------ | ------------- | ---------- |
| 1999 | Conquilla de Plata       | Volavérunt    | Nominada   |
| 1993 | Premi Especial del Jurat | Huevos de oro | Guanyadora |

### Festival de Venècia
| Any  | Categoria                                  | Pel·lícula         | Resultat   |
| ---- | ------------------------------------------ | ------------------ | ---------- |
| 1994 | Osella d'Or al millor guió amb Cuca Canals | La teta i la lluna | Guanyadora |
| 1992 | Lleó d'Argent                              | Jamón, jamón       | Guanyadora |